# Mary Lincoln Beckwith
Mary Lincoln Beckwith (22 de agosto de 1898 - 10 de julio de 1975) fue una aviadora y granjera estadounidense. Beckwith fue una de los dos últimos descendientes de Abraham Lincoln, su bisabuelo, junto con su hermano menor, Robert.

## Primeros años
Beckwith nació de Jessie Harlan Lincoln y Warren Wallace Beckwith el 22 de agosto de 1898 en Mount Pleasant, Iowa. Recibió el apodo de "Peggy" de su abuelo Robert Todd Lincoln, quien describió su cabello como "volando bajo el sol" cuando le escribió a su tía Emile Todd Helm. Las personas cercanas a ella la llamaban "Peggy".
Criada con su hermano en Manchester, VT en la casa de su abuelo, Robert Todd Lincoln, en una granja conocida como Hildene, la finca familiar en Vermont, más tarde creció en Washington D. C., y se dice que se convirtió en "una rubia, de ojos azules, fumadora empedernida, que jugaba al golf e incursionaba en la pintura al óleo y la escultura". Beckwith asistió a la escuela de Miss Madeira, una escuela preparatoria privada, pero no fue a la universidad después.
Antes de la Primera Guerra Mundial, fue representante en el comité de información pública en Cuba. En 1918, regresó a la granja familiar para ocupar los puestos dejados por hombres que habían ido a la guerra. Beckwith tomó un curso de agricultura en Cornell y quería organizar a mujeres jóvenes para trabajar en la granja.
Beckwith estaba interesada en la aviación. Su primera vez que voló fue para pedir un paseo en avión en el aeropuerto Curtiss de Baltimore en 1930 y después "anunció sin más trámites que le gustaría aprender a volar sola". Obtuvo su licencia de piloto privado en 1931. En la década de 1930, construyó una pista de aterrizaje privada en Manchester VT y compró varios aviones. Uno de ellos era un avión deportivo de tres plazas. También era dueña de un Cutliss Gypsy Moth y un Traveler. Durante este tiempo ella vivía en Hildene con su abuela, Mary Harlan Lincoln.
Para 1938, Beckwith estaba operando una granja lechera de 1,000 acres en Hildene. Había heredado esta propiedad tras la muerte de su abuela, Mary Harlan Lincoln en 1938.

## Últimos años
Beckwith más tarde se convirtió en una reclusa excéntrica en Hildene. Nunca se casó ni tuvo hijos.
Beckwith dirigió la finca "como una granja" e incursionó en el arte y la escultura. A pesar de su deseo de evitar la publicidad, la comunidad agrícola local la conocía bien. Era conocida por hacer mandados en el pueblo alrededor de Hildene "vestida con un mono de mezclilla azul, con una camisa y una gorra de hombre".
Beckwith bautizó al submarino Abraham Lincoln el 14 de mayo de 1960.
Murió el 10 de julio de 1975 alrededor de las 2:15 am en el Hospital Rutland en Rutland, Vermont. Había pedido ser incinerada y que sus cenizas fueran esparcidas sobre su propiedad; esta solicitud fue concedida y no se llevó a cabo ningún funeral o servicio conmemorativo. A su muerte, su hermano Robert Todd Lincoln Beckwith se convirtió en el último descendiente vivo de Abraham Lincoln.